# شیمون فالتا
شیمون فالتا (چکی: Šimon Falta؛ زادهٔ ۲۳ آوریل ۱۹۹۳) بازیکن فوتبال اهل جمهوری چک است.
از باشگاه‌هایی که در آن بازی کرده‌است می‌توان به باشگاه فوتبال سیگما اولوموتس اشاره کرد.
وی همچنین در تیم‌های ملی فوتبال زیر ۲۱ سال جمهوری چک و جمهوری چک بازی کرده‌است.